# Державний лад Мексики
Мексика, як і більшість інших країн Латинської Америки має президентську республіку. Форма мексиканського державного устрою після здобуття країною незалежності була багато в чому скопійована з Сполучених Штатів.

## Виконавча влада
Виконавча влада здійснюється Президентом. Президент призначає і звільняє з посади державних секретарів. Всі постанови, рішення та накази Президента повинні бути скріплені підписом державного секретаря.
У штатах законодавча влада належить палатам представників, а виконавча - губернаторам ,які обираються на 6 років. Варто відзначити, що Конституція наділяє штати повноваженнями, якими не володіє центральна влада, хоча на практиці мексиканські штати мають обмежену  владу.

## Законодавча влада
Згідно з Конституцією, Конгрес складається з двох палат. Нижня палата, або Палата депутатів  складається з 500 членів, що обираються на три роки. Верхня палата, або Сенат складається з 128 членів, що обираються на шестирічний термін.
Головна функція Конгресу полягає у прийнятті законів і декретів з питань, віднесених до компетенції Федерації. Право законодавчих ініціатив належать Президенту, депутатам і сенаторам, законодавчим органам штатів.
Конгрес також уповноважений приймати до складу Федерації нові штати, утворювати нові штати, встановлювати податки, визначати принципи, на основі яких виконавча влада може випускати позики, оголошувати війну, оголошувати амністію засудженим.
Палата представників має повноваження затверджувати федеральний бюджет, спостерігати за точним виконанням відомством контролера скарбниці своїх функцій, призначати керівників та інших службовців відомства контролера скарбниці, розглядати звинувачення, що пред'являються державним посадовим особам, схвалювати призначення членів Високого Суду Федерального округу, що надаються Президентом, або відмовляти в такому призначенні.
У виняткову компетенцію Сенату входять такі пункти, як аналіз зовнішньої політики, затвердження міжнародних договорів і дипломатичних угод, що укладаються федеральною виконавчою владою.
Обидві палати мають право створювати комісії для розслідування діяльності федеральних міністерств, адміністративних департаментів і підприємств з переважною державною участю.

## Судова система
Мексиканська судова система поділена на федеральні суди і суди штатів, які застосовують відповідно федеральне і місцеве законодавство.
На чолі федеральної судової системи верховний суд з 21 судді. Члени Верховного суду призначаються президентом на шестирічний термін, за згодою Сенату. Верховний суд має судову та адміністративну владу над нижчими судами.
Президент призначає також суддів 12 виїзних окружних судів, що складаються з трьох суддів, в 9 унітарних виїзних окружних судах і 68 окружних судах, що складаються з одного судді.
Поряд із судами загальної юрисдикції в Мексиці існує й інтенсивно розвивається система адміністративної юстиції. Були також створені суди спеціальної юрисдикції, такі як податковий суд і управління з арбітражу, яке відповідає за вирішення трудових конфліктів.

## Конституційний лад
У Мексиці, за американським зразком, чітко розділені виконавча і законодавча влада. Вищим законодавчим органом є Конгрес Союзу. Він складається з двох палат: нижньої Палати депутатів (500 місць) і верхньої палати - Сенату (128 місць). Обидві палати обираються в ході прямих загальнодержавних виборів.
Виконавчу владу очолює  президент. Він формує уряд. Відмінність Мексики від США і багатьох латиноамериканських країн в тому, що тут немає посади віце-президента.
Судову владу в Мексиці очолює Верховний суд, судді якого призначаються Сенатом за поданням президента. Як і в США, Верховний суд в Мексиці є одночасно конституційним судом.

## Виборча система
Виборчий цикл в Мексиці повторюється кожні шість років, коли одночасно проходять вибори в обидві палати Конгресу і обирається президент. Крім того, в середині циклу проходять ще одні вибори в Палату депутатів (вона переобирається кожні три роки).
У 1991 році була реформована система виборів в Сенат. Якщо раніше він повністю обирався кожні шість років, то тепер Сенат став переобиратися по частинах. З 128 сенаторів в непарні роки переобиралися 32 (25%), а в парні - 96 осіб (75%). Однак у 2000 році мексиканський Сенат знову став переобиратися повністю раз в шість років.
З 1976 року на виборах в Палату депутатів діє змішана виборча система, при якій 300 з 500 депутатів (60%) обираються за мажоритарною системою в одномандатних округах, а 200 (40%) - на пропорційній основі. У 2000 році ця змішана система була введена і на виборах в Сенат. З 128 сенаторів 32 людини обираються за мажоритарною і 96 - за пропорційною системою.

## Партії
Сьогодні в Мексиці існує трьохпартійна система. Головні партії країни: Інституційно -революційна партія , права Партія національної дії і ліва Партія демократичної революції.